# اسون تویتنبرگ
اسون تویتنبرگ (انگلیسی: Sven Teutenberg؛ زادهٔ ۱۸ اوت ۱۹۷۲) دوچرخه‌سوار اهل آلمان است.